# 姆祖祖
姆祖祖（Mzuzu）是马拉维北部区的首府，人口150,100（2007年），是马拉维第三大城市。姆祖祖地处农业区的中心，主要从事茶叶和咖啡豆的种植。姆祖祖也是面向尼卡高原的旅游城市。
姆祖祖也是新建的姆祖祖大学的所在地。